# تشارنوود (دائرة انتخابية في المملكة المتحدة)
تشارنوود  (بالإنجليزية: Charnwood)‏ هي إحدى الدوائر الانتخابية في المملكة المتحدة الممثلة في مجلس العموم في برلمان المملكة المتحدة.
عضو البرلمان الذي يمثلها حالياً هو :Rt Hon Stephen Dorrell (Con).